# Élections générales québécoises de 1875
L'élection générale québécoise de 1875 est tenue le 7 juillet 1875 afin d'élire à l'Assemblée législative du Québec les députés de la 3e législature. Il s'agit de la 3e élection générale dans cette province depuis la confédération canadienne de 1867. Le Parti conservateur du Québec, dirigé par Charles-Eugène Boucher de Boucherville, est reporté au pouvoir, formant un troisième gouvernement majoritaire consécutif.

## Contexte
À Ottawa, le scandale du Pacifique a fait chuter le gouvernement fédéral libéral-conservateur de John A. Macdonald et placé au pouvoir les libéraux d'Alexander Mackenzie. George-Étienne Cartier, dont la santé déclinait depuis quelques années, est décédé en 1873 ; Hector-Louis Langevin le remplace comme chef de file des conservateurs au Québec.
Pierre-Joseph-Olivier Chauveau avait démissionné comme Premier ministre en 1873 pour continuer sa carrière à Ottawa. Gédéon Ouimet lui a succédé mais a dû démissionner à la suite du scandale des Tanneries. Charles-Eugène Boucher de Boucherville a été nommé à sa place et c'est lui qui dirige les conservateurs lors de la campagne électorale. Situation inhabituelle, il n'est pas député mais conseiller législatif. Henri-Gustave Joly de Lotbinière est toujours à la tête du Parti libéral du Québec. Les libéraux arrivent mal à se démarquer du libéralisme catholique, condamné par l'Église, ce qui contribue à la victoire des conservateurs.
Le découpage des circonscriptions est le même que lors de l'élection précédente. Cependant, une nouvelle loi électorale est entrée en vigueur en février 1875 : le vote doit désormais se faire au scrutin secret, et doit se tenir en une seule journée à travers toute la province. La loi tente également de réduire la fraude électorale ainsi que les violences lors des campagnes électorales. Par contre, le cens électoral est maintenu.

## Dates importantes
- 7 juin 1875 : émission du bref d'élection.
- 7 juillet 1875 : scrutin
- 4 novembre 1875 : ouverture de la session.

## Résultats
| Conservateur | Libéral   | Conservateur indépendant |
| 43 sièges    | 19 sièges | 3 sièges                 |
| ^            |           |                          |
| majorité     |           |                          |

### Résultats par parti politique
Pour une liste complète des députés élus lors de cette élection, ainsi que les décès, démissions et élections partielles ayant eu lieu par la suite, veuillez consultez l'article 3e législature du Québec.
| Partis | Partis                   | Chef                                   | Candidats | Sièges | Sièges | Voix   | Voix   | Voix   |
| Partis | Partis                   | Chef                                   | Candidats | 1871   | Élus   | Nb     | %      | +/-    |
| --- | ------------------------ | -------------------------------------- | --------- | ------ | ------ | ------ | ------ | ------ |
| | Conservateur             | Charles-Eugène Boucher de Boucherville | 59        | 46     | 43     | 44 328 | 51 %   | +0,7 % |
| | Libéral                  | Henri-Gustave Joly de Lotbinière       | 43        | 19     | 19     | 33 763 | 38,8 % | -0,6 % |
| | Conservateur indépendant | Conservateur indépendant               | 16        | -      | 3      | 8 445  | 9,7 %  | +2,2 % |
| | Libéral indépendant      | Libéral indépendant                    | 1         | -      | -      | 405    | 0,5 %  | -      |
| Total | Total                    | Total                                  | 119       | 65     | 65     | 86 941 | 100 %  |        |
| Le taux de participation lors de l'élection était de 65,2 % et 1 115 bulletins ont été rejetés. Il y avait 185 783 personnes inscrites sur la liste électorale pour l'élection, toutefois seules 135 048 personnes avaient plus d'un candidat dans leur district. |                          |                                        |           |        |        |        |        |        |

Élus sans opposition : 13 conservateurs, 5 libéraux, 1 conservateur indépendant

### Résultats par circonscription
- Argenteuil : Sydney Robert Bellingham (Parti conservateur)
- Bagot : Pierre-Samuel Gendron (Parti conservateur)
- Beauce : François-Xavier Dulac (Parti conservateur)
- Beauharnois : Élie-Hercule Bisson (Parti libéral)
- Bellechasse : Pierre Fradet (Parti conservateur)
- Berthier : Louis Sylvestre (Parti libéral)
- Bonaventure : Pierre-Clovis Beauchesne (Parti conservateur)
- Brome : William Warren Lynch (Parti conservateur)
- Chambly : Raymond Préfontaine (Parti conservateur)
- Champlain : Dominique-Napoléon Saint-Cyr (Parti conservateur)
- Charlevoix : Onésime Gauthier (Parti conservateur)
- Châteauguay : Édouard Laberge (Parti libéral)
- Chicoutimi-Saguenay : William Evan Price (Parti conservateur)
- Compton : William Sawyer (Parti conservateur)
- Deux-Montagnes : Gédéon Ouimet (Parti conservateur)
- Dorchester : Louis-Napoléon Larochelle (Parti conservateur)
- Drummond-Arthabaska : William John Watts (Conservateur indépendant)
- Gaspé : Pierre Fortin (Parti conservateur)
- Hochelaga : Louis Beaubien (Parti conservateur)
- Huntingdon : Alexander Cameron (Parti libéral)
- Iberville : Louis Molleur (Parti libéral)
- Jacques-Cartier : Narcisse Lecavalier (Parti conservateur)
- Joliette : Vincent-Paul Lavallée (Parti conservateur)
- Kamouraska : Charles-François Roy (Parti conservateur)
- La Prairie : Léon-Benoît-Alfred Charlebois (Parti conservateur)
- L'Assomption : Onuphe Peltier (Parti conservateur)
- Laval : Louis-Onésime Loranger (Parti conservateur)
- Lévis :  Étienne-Théodore Pâquet (Parti libéral)
- L'Islet : Pamphile-Gaspard Verreault (Parti conservateur)
- Lotbinière : Henri-Gustave Joly de Lotbinière (Parti libéral)
- Maskinongé : Moïse Houde (Parti conservateur)
- Mégantic : George Irvine (Parti libéral)
- Missisquoi : George Barnard Baker (Parti conservateur)
- Montcalm : Louis-Gustave Martin (Parti conservateur)
- Montmagny : Auguste-Charles-Philippe Landry (Parti libéral)
- Montmorency : Auguste-Réal Angers (Parti conservateur)
- Montréal-Centre : Alexander Walker Ogilvie (Parti conservateur)
- Montréal-Est : Louis-Olivier Taillon (Parti conservateur)
- Montréal-Ouest : John Wait McGauvran (Parti conservateur)
- Napierville :  Laurent-David Lafontaine (Parti libéral)
- Nicolet : François-Xavier Méthot (Parti conservateur)
- Ottawa : Louis Duhamel (Parti conservateur)
- Pontiac : Levi Ruggles Church (Parti conservateur)
- Portneuf : Praxède Larue (Parti conservateur)
- Québec (comté) :  Pierre Garneau (Parti conservateur)
- Québec-Centre :  Rémi-Ferdinand Rinfret (Parti libéral)
- Québec-Est : Joseph Shehyn (Parti libéral)
- Québec-Ouest : John Hearn (Parti conservateur)
- Richelieu : Michel Mathieu (Parti conservateur)
- Richmond-Wolfe : Jacques Picard (Parti conservateur)
- Rimouski : Alexandre Chauveau (Conservateur indépendant)
- Rouville : Robert Victor (Parti libéral)
- Saint-Hyacinthe : Pierre Bachand (Parti libéral)
- Saint-Jean : Félix-Gabriel Marchand (Parti libéral)
- Saint-Maurice : Élie Lacerte (Parti conservateur)
- Shefford : Maurice Laframboise (Parti libéral)
- Sherbrooke : Joseph Gibb Robertson (Parti conservateur)
- Soulanges : Georges-Raoul Saveuse de Beaujeu (Parti conservateur)
- Stanstead : John Thornton (Parti conservateur)
- Témiscouata : Georges-Honoré Deschênes (Parti libéral)
- Terrebonne : Joseph-Adolphe Chapleau (Parti conservateur)
- Trois-Rivières : Henri-Gédéon Malhiot (Parti conservateur)
- Vaudreuil : Émery Lalonde (Parti conservateur)
- Verchères : Joseph Daigle (Parti libéral)
- Yamaska : Jonathan Saxton Campbell Würtele (Parti libéral)

## Sources
- Section historique du site de l'Assemblée nationale du Québec
- Jacques Lacoursière Histoire populaire du Québec, tome 3, éditions du Septentrion, Sillery (Québec), 1996
- Gaston Deschêne et Maurice Pellerin, Le Parlement du Québec, deux siècles d'histoire, Les Publications du Québec, Québec (Québec), 1991
- Élection générale 7 juillet 1875 — QuébecPolitique.com

1. ↑  Pierre Drouilly, Statistiques électorales du Québec. 1867-1989, Québec, Assemblée nationale du Québec, 1990, 3e éd., 962 p. (ISBN 978-2-551-12466-4).